# Silvania Zalău
Silvania Zalău este o fabrică de anvelope din România deținută de compania franceză Michelin.
Construcția fabricii de anvelope de la Zalău a fost decisă printr-un decret prezidențial dat în 1977.
Prima anvelopă a fost produsă patru ani mai târziu, pentru ca în 1997 pachetul majoritar de acțiuni să fie achiziționat de grupul Tofan.
În august 2001, gupul Michelin a cumpărat Silvania Zalău.
În anul 2007, era cel mai mare angajator din județul Sălaj, cu peste 1.400 de salariați.